# 杭州世紀中心
杭州世紀中心（こうしゅうせいきちゅうしん）は、中華人民共和国浙江省杭州市にある超高層ビル。通称杭州之門。杭州市で最も高い建築物である。

## 概要
杭州オリンピック・スポーツ・エキスポセンターに隣接している。
緑地集団によるプロジェクトで、2017年10月に着工し、2022年アジア競技大会に合わせ、2022年竣工を計画していたが、同大会が延期されたため、工期もゆとりをもって2023年に完成した。
高さ310mと、中国国内のツインタワーとしては最大級のものである。
設計はスキッドモア・オーウィングズ・アンド・メリル。
形状はH型となっており、杭州のピンインの頭文字に由来している。
世界大会に合わせ建設されることから、世界への玄関口、門に見える形状に由来して、杭州之門という通称もある。
また、同じ杭州市内には、ツインタワーの超高層ビル、世茂智慧之門（浙江之門）も存在する。